# Laspeyria
Genre
Laspeyria  est un genre de lépidoptères (papillons) de la famille des Erebidae et de la sous-famille des Boletobiinae. Il ne comprend qu'une seule espèce en Europe : Laspeyria flexula.

## Taxonomie
Le genre Laspeyria  a été décrit par l'entomologiste allemand Ernst Friedrich Germar en 1810. Son espèce type est Bombyx flexula Denis & Schiffermüller, 1775.
Il a pour synonymes :
- Laspeyresia Reichenbach, 1817
- Colposia Hübner, [1823]
- Aventia Duponchel, 1829
- Euteles Gistl, 1849
- Sophta Walker, [1863]
- Nacerasa Walker, 1866
- Perynea Hampson, 1910
- Trogatha Hampson, 1910

## Liste des espèces
Selon FUNET Tree of Life (14 février 2021) :
- Laspeyria adusta (Wileman & West, 1929)
- Laspeyria castaneiceps (Hampson, 1896)
- Laspeyria concavata (Walker, [1863])
- Laspeyria excisa (Hampson, 1894)
- Laspeyria flexula (Denis & Schiffermüller, 1775)
- Laspeyria hapalopis (Turner, 1925)
- Laspeyria olivata (Hampson, 1902)
- Laspeyria poecilota (Turner, 1908)
- Laspeyria ruficeps (Walker, 1864)
- Laspeyria sparsa (Walker, 1864)
- Laspeyria subrosea (Butler, 1881)
- Laspeyria viridicincta (Hampson, 1898)